# پر ترین
پرترین (انگلیسی: Per Thorén; ۲۸ ژانویهٔ ۱۸۸۵ – ۵ ژانویهٔ ۱۹۶۲) اسکیت‌باز نمایشی اهل سوئد بود.